# Шлиттер, Мария Александровна
Мария Александровна Шлиттер (в замужестве Боскэ; жила в конце XVIII — начале XIX веков, точные даты жизни неизвестны) — российская переводчица, сотрудница сентименталистских журналов.
В 1798 году сотрудничала в журнале «Приятное и полезное препровождение времени» (части 18-20); в 1799—1800 годах — в «Иппокрене» (части 2-5); в 1802 году — в «Новостях русской литературы» (часть 1). Помимо переводов, писала и собственные прозаические этюды, которые подписывала, как правило, фамилией по мужу и различными вариантами инициалов и порой сокращая и фамилию до одной буквы (например, «М-я Боскэ» или «М. Б.»). Некоторые очерки имеют пометку «Сельцо Утешенье на реке Исте», что дало исследователям повод предположить, что писательница в это время проживала в Тульской губернии.